# Technikum Nukleoniczne w Otwocku
Technikum Nukleoniczne w Otwocku – technikum działające w Otwocku pod tą nazwą w latach 1963–1998. Miało za zadanie kształcenie kadr technicznych dla atomistyki polskiej, w szczególności dla IBJ. Było to jedyne technikum o tym profilu w Polsce. 
Kontynuatorem szkoły, po reorganizacjach, jest Zespół Szkół Nr 2 im. Marii Skłodowskiej-Curie w Otwocku (tzw. „Nukleonik”), powstały w roku 1998.

## Znani absolwenci
- Marek Dukaczewski – generał
- Jerzy Piwowarski – artysta fotografik
- Janusz Ramotowski – działacz opozycji demokratycznej